# Parker-Pass
Der Parker-Pass ist ein breiter und vereister Gebirgspass an der Ruppert-Küste des westantarktischen Marie-Byrd-Lands. Er verläuft auf der Südseite des Zuncich Hill und führt vom Kopfende des Siemiatkowski-Gletschers zum Firngebiet südwestlich des El-Sayed-Gletschers.
Der United States Geological Survey kartierte ihn anhand eigener Vermessungen und Luftaufnahmen der United States Navy aus den Jahren zwischen 1959 und 1965. Das Advisory Committee on Antarctic Names benannte ihn 1970 nach Dana C. Parker (1933–1969), Geophysiker des United States Antarctic Research Program auf der McMurdo-Station von 1967 bis 1968.